# Madge Kirby

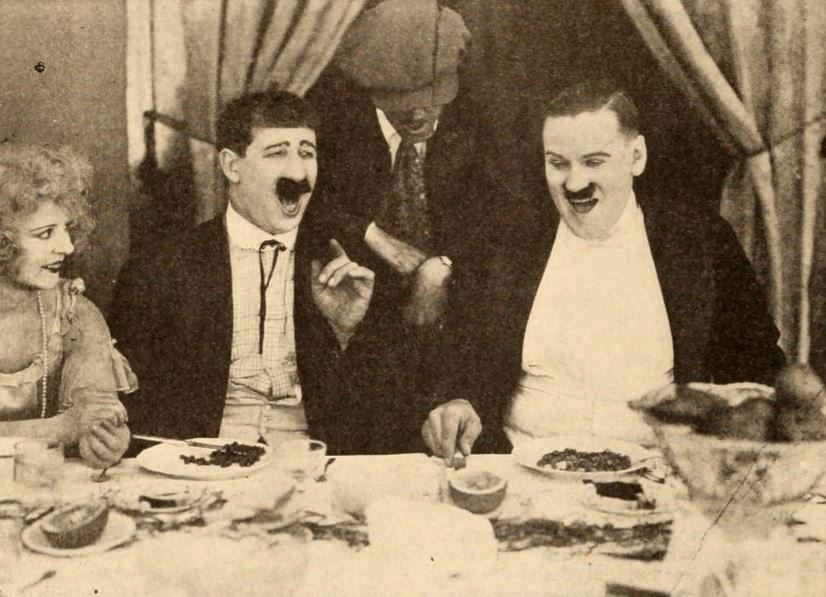
En When Spirits Move

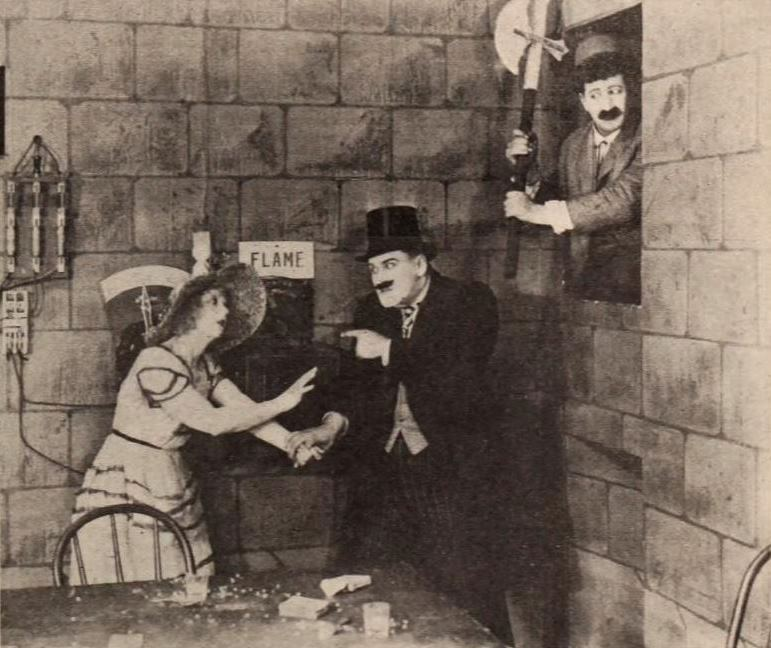
En Mystic Mash

Madge Kirby (12 de abril de 1884 - 11 de julio de 1956) fue una actriz estadounidense, quien trabajó principalmente en comedias en la era de cine mudo, coprotagonizó la película Dunces and Dangers en 1918, y en varias películas que fueron dirigidas por D.W. Griffith. También llegó a trabajar con Hank Mann en varias comedias.
Kirby emigró con su familia de Estados Unidos a Londres, y a menudo llegaba a usar una peluca en varias películas, su apellido de soltera era Whitehead.

## Filmography
- My Baby (película) (1912)
- Heredity (película) (1912), como una madre india de ascendencia americana
- The New York Hat (1912)[2]
- The Painted Lady (1912)
- Brutality (película) (1912)
- The Burglar's Dilemma (1912)
- The One She Loved (1912)
- The Musketeers of Pig Alley (1912)
- The Telephone Girl and the Lady (1913)
- Soapsuds and Sapheads (1913)
- Bears and Bad Men (1918)
- Huns and Hyphens (1918)
- Frauds and Frenzies (1918)
- The Flash of Fate (1918)
- Dunces and Dangers (1918)
- Humbugs and Husbands (1918)
- Boodle and Bandits (1918)
- Hindoos and Hazards (1918)
- Pluck and Plotters(1918)
- Skids and Scalawags (1918)[1]
- Traps and Tangles (1919)
- J-U-N-K (1920)
- Broken Bubbles (1920)
- When Spirits Move (1920)
- Mystic Mush (1920)